# Жалко-Титаренко, Порфирий Дмитриевич
Порфирий Дмитриевич Жалко-Титаренко (6 марта 1881 — 10 декабря 1949) — советский художник.

## Биография
Жалко-Титаренко родился 6 марта 1881 года в с. Марефа Харьковской губернии. Учился в Пензенском художественном училище и в Высшем художественном училище при Академии Искусств в Петербурге (1905—1906), где его учителем был Илья Репин. С 1912 года работы художника стали демонстрироваться на выставках. Он преподавал в Варшавском политехническом институте (1906—1914), на высших женских курсах в Москве (1915—1919), в высших и средних учебных заведениях Киева (1924—1944). Жалко-Титаренко много путешествовал по Германии, Италии, Англии и другим странам.
Жалко-Титаренко является автором многих жанровых картин: пейзажей, портретов и символических композиций, большое внимание в творчестве уделял античной тематике. Создал около 50 киноплакатов по заказам ВУФКУ, которые демонстрировались на выставках за рубежом. Был членом Союза художников Украины.
Жалко-Титаренко был женат на Ольге Илларионовне, в 1929 году в Киеве у пары родился сын Валентин, в будущем — доктор медицинских наук.
Жалко-Титаренко умер 10 декабря 1949 года в Киеве.